# كروبيفنيتسكي
كروبيفنيتسكي (بالإنجليزية: Kropyvnytskyi) ((بالأوكرانية: Кропивницький) هي مدينة في وسط أوكرانيا على نهر «إنهول»، وهي المركز الإداري لمنطقة «كيروفهراد». عدد السكان: 232,052(في عام 2015).
بين عامي 1939 و2016 كان يسمى «كيروفهراد» بعد السكرتير الأول للجنة مدينة «لينينغراد» من الحزب الشيوعي «سيرجي كيروف». وشملت الأسماء السابقة «يليسافيتغراد» و«زينوفيسك».
المدينة هي مسقط رأس الشخصيات المعروفة مثل «غريغوري زينوفييف»، «فولوديمير فينيشنكو»، «أرسيني تاركوفسكي»، «سبير الأفريقية» وغيرها.

## تاريخ
تطورت مدينة كروبيفنيتسكي حول تسوية عسكرية وارتفعت المدينة إلى مكانة بارزة في القرن الـ 19 عندما أصبح مركزا تجاريا هاما، فضلا عن دور زعيم الثقافة الأوكرانية مع أول شركة مسرحية مهنية في وسط وشرق أوكرانيا التي أنشئت هنا في عام 1882.
يرجع تاريخ مؤسسة المدينة إلى عام 1754 عندما بنيت قلعة «سانت إليزابيث» على أراضي زابوريزكا سيتش السابقة في الجزء العلوي من أنهول وسوهوكليا وأنهار بيانكا. المدينة مشهورة قلعة القديسة إليزابيث. تم تغيير الاسم التاريخي لمدينة يليسافيثراد إلى زينوفيفسك في عام 1924، لكيروفو في عام 1934. تم تغيير اسم المدينة «كيروفهراد» في 10 يناير 1939.
تاريخ كروبيفنيتسكي يبدأ من حصن «سانت اليزابيث». تم بناء هذا الحصن في عام 1754 من قبل إرادة «إليزابيث» من روسيا، وأنها لعبت دورا محوريا في الأراضي الجديدة المضافة إلى روسيا من قبل معاهدة بلغراد للسلام 1739. وفي 1764 استقبلت المستوطنة مركز مركز مقاطعة «اليزابيث»، وفي عام 1784 وضع رئيس مدينة «حي»، عندما تم تغيير اسمها بعد الحصن.
كانت حصن سانت «إليزابيث» على مفترق الطرق التجارية، وأصبحت في نهاية المطاف مركزا تجاريا رئيسيا. وقد عقدت المدينة معارض منتظمة أربع مرات في السنة. وقد زار التجار من جميع أنحاء الإمبراطورية الروسية هذه المعارض. أيضا، كان هناك العديد من التجار الأجانب، وخاصة من اليونان.
أول مسرح محترف أوكراني بني في كروبيفنيتسكي في عام 1882. تم تأسيسها من قبل مارك كروبيفنيتسكي، توبليفيتش وماريا زانكوفيتسكا.
عانت «إليزابيثغراد» من المجاعة في عام 1901 وعانى سكانها أكثر بسبب رد الحكومة الضعيف. والمنطقة خصبة للغاية. ومع ذلك، أدى الجفاف الذي حدث في عام 1892 وأساليب الزراعة السيئة التي لم تسمح للتربة إلى التعافي، إلى مجاعة كبيرة أصابت المنطقة.

## وصلات خارجية
- الموقع الرسمي